# Video Core Next
Video Core Next — це бренд AMD на спеціальне апаратне ядро для кодування та декодування відео. Це сімейство апаратних прискорювачів для кодування та декодування відео, яке вбудовано в графічні процесори (GPU) AMD з моменту випуску AMD Raven Ridge у січні 2018 року.

## Передмова
Video Core Next є спадкоємцем як Unified Video Decoder, так і Video Coding Engine, які є апаратними прискорювачами для декодування та кодування відео відповідно. Його можна використовувати для декодування, кодування та перекодування («синхронізації») відеопотоків, наприклад, DVD або Blu-ray Disc у формат, відповідний, наприклад, смартфону. На відміну від кодування відео на CPU або GPU загального призначення, Video Core Next є виділеним апаратним ядром на кристалі процесора. Ця спеціальна інтегральна схема (ASIC) дає змогу створювати більш енергоефективне відео

## Підтримка
Video Core Next підтримує: декодування MPEG2, декодування MPEG4, декодування VC-1, кодування/декодування H.264/MPEG-4 AVC, кодування/декодування HEVC та декодування VP9.
VCN 2.0 реалізовано з продуктами Navi та APU Renoir. Набір функцій залишається таким же, як і у VCN 1.0. VCN 3.0 реалізовано з продуктами Navi 2.
| Реалізація | Реалізація               | H.262 (MPEG-2) | MPEG-4      | VC-1/ WMV 9 | H.264 (MPEG-4 AVC)    | H.265 (HEVC)          | VP9               | AV1         | JPEG        | 4:4:4 (Колірна субдискретизація) |
| ---------- | ------------------------ | -------------- | ----------- | ----------- | --------------------- | --------------------- | ----------------- | ----------- | ----------- | -------------------------------- |
| Реалізація | Реалізація               | Декодування    | Декодування | Декодування | Декодування/кодування | Декодування/кодування | Декодування       | Декодування | Декодування |                                  |
| VCN 1.0    | Raven, Picasso           | Так            | Так         | Так         | Так                   | Так                   | Так               | Ні          | Так         |                                  |
| VCN 2.0    | Navi (RDNA1)             | Так            | Так         | Так         | Так                   | Так                   | Так               | Ні          | Так         |                                  |
| VCN 2.2    | Renoir, Cezanne          | Так            | Так         | Так         | Так                   | Так                   | Так               | Ні          | Так         |                                  |
| VCN 2.5    | Arcturus                 | Так            | Так         | Так         | Так                   | Так                   | Так               | Ні          | Так         |                                  |
| VCN 2.6    | Aldebaran                | ?              | ?           | ?           | ?                     | ?                     | ?                 | ?           | ?           |                                  |
| VCN 3.0    | Navi 2, Van Gogh (RDNA2) | Так            | Так         | Так         | Так                   | Так (?K декодинг)     | Так (?K декодинг) | Так         | Так         |                                  |
| VCN 3.1    | Rembrandt (RDNA2)        | ?              | ?           | ?           | ?                     | ?                     | ?                 | ?           | ?           |                                  |

### Відеоапаратні технології

#### Nvidia
- PureVideo
- Компенсація руху GeForce 256
- High-Definition Video Processor
- Video Processing Engine
- Nvidia NVENC
- Nvidia NVDEC

#### AMD
- Unified Video Decoder - AMD
- Video Shader - ATI

#### Intel
- Quick Sync Video
- Clear Video

#### Qualcomm
- Qualcomm Hexagon